# Silvestre Varela
Silvestre Manuel Gonçalves Varela (Almada, 2 de fevereiro de 1985) é um futebolista português que atua como avançado. Atualmente, joga pelo Porto B.

## Carreira

### Futebolista
Silvestre Varela foi formado no Sporting Clube de Portugal, no qual jogou nos juvenis, vindo do Grupo Desportivo dos Pescadores da Costa da Caparica, mas foi emprestado nos seus primeiros anos como profissional à Casa Pia e ao Vitória de Setúbal. Apesar de ser chamado e jogar regularmente nos Sub-21, em vários torneios em que a seleção conseguiu participar, não conseguiu se impor. No Sporting, foi titular na época 2005-2006.
Em 2007-08, Varela, a par de dois antigos jogadores do Sporting, Beto e Carlos Martins, foi jogar no Recreativo de Huelva em Espanha (Varela novamente emprestado). Durante a época que participou na La Liga, em 2007-2008, não marcou golos. Varela voltou ao Sporting em Julho de 2008, apenas para ser imediatamente vendido ao Estrela da Amadora.
Antes do fim da época 2008-2009 (em Março de 2009), Varela, em grande forma no Estrela da Amadora, assinou um contrato com os campeões FC Porto por 5 épocas, numa transferência livre, no qual os dragões não pagaram nada ao Estrela da Amadora para adquirem o seu passe. A transferência realizou-se em Julho, na abertura do Mercado de transferências de Verão.
Em Março de 2010, Varela fracturou o perónio, ficando afastado do Mundial da África do Sul.
Na Euro 2012, foi um dos 23 eleitos para representar Portugal nesta prova e foi ele que, aos 87 minutos fez o 3-2 contra a Dinamarca e fez com que Portugal continuasse no torneio. No Mundial de 2014, voltou a ser convocado e deu esperança de continuar em prova à equipa portuguesa, marcando o golo do empate por 2 bolas no último minuto, contra os Estados Unidos.
Em 24 de Agosto de 2014, foi confirmado o empréstimo para o West Bromwich Albion.

## Estatísticas
Atualizado a 25 de outubro
| Clube             | Temporadas        | Liga Portuguesa | Liga dos Campeões | Liga Europa    | Super Taça     | Taça da Liga | Taça de Portugal | Total  |
| ----------------- | ----------------- | --------------- | ----------------- | -------------- | -------------- | ------------ | ---------------- | ------ |
| Casa Pia          | 2004/05           | 26 (7)          | 5 (0)             | 8 (1)          | 1 (0)          | 3 (0)        | 5 (1)            | 48 (9) |
|                   | 2005/06           | 25 (3)          | 14 (1)            | Não participou | Não participou | 4 (0)        | 1 (0)            | 44 (4) |
| FC Porto          | 2012/13           | 23 (3)          | 4 (0)             | 9 (1)          | Não participou | 2 (0)        | 6 (1)            | 44 (5) |
| FC Porto          | 2013/14           | 26 (4)          | 5 (1)             | 5 (1)          | Não participou | 2 (1)        | 5 (1)            | 43 (8) |
| FC Porto          | 2014/15           | 27 (4)          | 5 (0)             | Não participou | 1 (0)          | 2 (0)        | 2 (0)            | 37 (4) |
| FC Porto          | 2015/16           | 7 (1)           | 3 (3)             | -              | 1 (0)          | -            | -                | 11 (4) |
| Total na carreira | Total na carreira | -               | -                 | -              | -              | -            | -                | -      |

| Casa Pia                             | 2004-2005 | 36  | 11 | –  | – | – | – | -  | - | 36  | 11 |
| Casa Pia                             | Total     | 36  | 11 | –  | – | – | – | -  | - | 36  | 11 |
| Sporting                             | 2005-2006 | 2   | 0  | –  | – | – | – | 2  | 0 | 4   | 0  |
| Sporting                             | Total     | 2   | 0  | –  | – | – | – | 2  | 0 | 4   | 0  |
| Vitória FC                           | 2005-2006 | 15  | 2  | 4  | 2 | – | – | –  | – | 19  | 4  |
| Vitória FC                           | 2006–2007 | 30  | 2  | 2  | 0 | – | – | 2  | 0 | 34  | 2  |
| Vitória FC                           | Total     | 45  | 4  | 6  | 2 | – | – | 2  | 0 | 53  | 6  |
| Recreativo Huelva                    | 2007-2008 | 22  | 0  | 2  | 0 | – | – | –  | – | 24  | 0  |
| Recreativo Huelva                    | Total     | 22  | 0  | 2  | 0 | – | – | –  | – | 24  | 0  |
| Estrela da Amadora                   | 2008–2009 | 28  | 5  | 3  | 0 | 1 | 2 | –  | – | 32  | 7  |
| Estrela da Amadora                   | Total     | 28  | 5  | 3  | 0 | 1 | 2 | –  | – | 32  | 7  |
| FC Porto                             | 2009–2010 | 18  | 8  | 4  | 1 | 2 | 1 | 5  | 1 | 29  | 11 |
| FC Porto                             | 2010–2011 | 10  | 6  | 2  | 1 | 0 | 0 | 4  | 0 | 16  | 7  |
| FC Porto                             | Total     | 28  | 14 | 6  | 2 | 2 | 1 | 9  | 1 | 45  | 18 |
| Total                                | Total     | 161 | 34 | 17 | 4 | 3 | 3 | 13 | 1 | 194 | 42 |
| Último Update: 31 de Outubro de 2010 |           |     |    |    |   |   |   |    |   |     |    |

1Inclui a Supertaça Cândido de Oliveira

## Títulos
FC Porto
- Supertaça Cândido de Oliveira: 2009, 2010, 2011, 2012, 2013
- Taça de Portugal: 2009–10, 2010–11
- Primeira Liga: 2010–11, 2011–12, 2012–13
- Liga Europa da UEFA: 2010–11